# Presumtionshyra
Presumtionshyra är en hyra som har förhandlats fram mellan hyresvärden och en lokal hyresgästorganisation (t.ex. Hyresgästföreningen) vid nyproduktion av lägenheter och som inte styrs av lägenheternas bruksvärde. Perioden för presumtionshyran sattes initialt till 10 år men höjdes sedan till  15 år. 
Presumtionshyran beräknas ofta utifrån lägenheternas produktionskostnad (som normalt är högre än bruksvärdet). Men den kan också användas för att hålla nere hyran under bruksvärdet - så kallad "omvänd presumtionshyra".
Till skillnad från en hyra som satts av hyresvärden själv kan en presumtionshyra inte prövas mot lägenheternas bruksvärde av hyresnämnden.

## Historik
Presumtionshyra infördes i Sverige 1 Juli 2006 genom Proposition 2005/06:80 och SFS 2006:408, då med en period på 10 år.
1 Januari 2013 förlängdes perioden till 15 år genom Utgiftsområde 18 i Statsbudgeten för 2013 och SFS 2012:819.